# فرد روبنسون (موسيقي)
فرد روبنسون (بالإنجليزية: Fred Robinson)‏ هو موسيقي أمريكي، ولد في 20 فبراير 1901 في ممفيس في الولايات المتحدة، وتوفي في 11 أبريل 1984 في نيويورك في الولايات المتحدة.

## وصلات خارجية
- فرد روبنسون على موقع ميوزك برينز (الإنجليزية)
- فرد روبنسون على موقع أول ميوزيك (الإنجليزية)
- فرد روبنسون على موقع ديسكوغز (الإنجليزية)